# Victor Kommerell

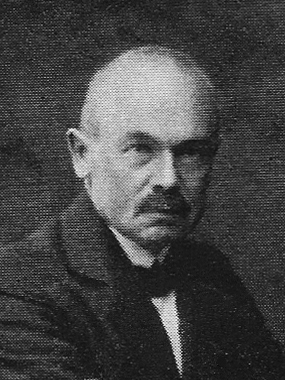
Victor Kommerell (um 1935)

Victor Kommerell (* 17. April 1866 in Tübingen; † 29. Mai 1948 ebenda) war ein deutscher Mathematiker. Er war Oberreallehrer in Calw, Reutlingen, Nürtingen und Tübingen sowie Honorarprofessor der Universität Tübingen.

## Leben
Victor Kommerell war das sechste und jüngste Kind des Mathematikers Ferdinand Kommerell und dessen Frau, Julie geb. Steudel (1850–1886), einer Tochter des Esslinger Kaufmanns Immanuel Steudel.
Nach dem Abschluss des Tübinger Gymnasiums mit der „Konkursprüfung“ (als Primus) wurde Kommerell 1884 in das Tübinger Stift aufgenommen und studierte Mathematik und Naturwissenschaften an der Universität Tübingen. Bereits am Anfang seines Studiums wurde er Mitglied der Studentenverbindung Igel. Von besonderem Einfluss auf ihn waren die Professoren Alexander von Brill, Hermann Stahl und Holder. Mit der Dissertation „Beiträge zur Gaußschen Flächentheorie“ erwarb er 1890 den Grad „Dr. rer. nat.“ und legte im gleichen Jahr die erste Dienstprüfung ab. Anschließend erweiterte er bis 1891 seine Studien an der Friedrich-Wilhelms-Universität Berlin. 1892 legte er die zweite Dienstprüfung ab und wurde in den württembergischen höheren Schuldienst übernommen. Am 19. August 1897 heiratete er in Urach Anna Beate Metzger (1874–1932), eine Tochter des Uracher Apothekers Gottlob Metzger und seiner Frau Mathilde.
Von 1898 bis 1900 war Kommerell Oberreallehrer in Calw, von 1900 bis 1904 in Reutlingen. Von 1904 bis 1912 war er Rektor des Realprogymnasiums Nürtingen, von 1912 bis 1924 Rektor der Oberrealschule Reutlingen. Von 1924 bis zu seiner Pensionierung 1933 Oberstudiendirektor der Oberrealschule in Tübingen. In seiner Amtszeit fand als Folge der Wirtschaftskrise der 20er Jahre ein großer Andrang zu Hochschulen statt. Auf die zum Studium vorbereitenden Schulen kamen mehr Aufgaben zu, sowohl in der Verwaltung, als auch bei der Durchführung des Unterrichts. Diese Aufgaben meisterte Victor Kommerell an der Oberrealschule so trefflich, dass dadurch nicht nur sein Ruf als tüchtiger Schulmann wuchs, sondern er auch zum hochgeschätzten Berater für Schulverwaltung wurde. 1933 wurde er aus Altersgründen pensioniert. Während des Zweiten Weltkrieges, als infolge von Einberufungen sich an den Schulen Lehrermangel abzuzeichnen anfing, wurde er wieder als Mathematiklehrer angestellt und zwar an der Tübinger Mädchenoberschule.
Neben der pädagogischen Arbeit an den Schulen arbeitete Kommerell wissenschaftlich. Er veröffentlichte eine Reihe von Aufsätzen in wissenschaftlichen und didaktischen Zeitschriften. Er schrieb ferner – meistens mit seinem Vetter Karl Kommerell – eine Reihe umfangreicher mathematischer Lehrbücher. In Anerkennung seiner wissenschaftlichen Leistungen wurde er 1930 zum Honorarprofessor der Universität Tübingen ernannt, wo er dann Vorlesungen über Geschichte der Mathematik, sphärische Trigonometrie und mathematische Geographie hielt.
Kommerell wohnte in den frühen 1940er Jahren in Tübingen in der Hirschauer Straße 1, zog dann aber nach Nürtingen in die Schellingstraße 21. Er starb jedoch in seiner Vaterstadt Tübingen, wohin er in die Medizinische Klinik gebracht worden war. Die Todesursache war eine Urosepsis, verursacht durch ein Blasenkarzinom mit Metastasen in den Knochen.
Er war 1916 Herausgeber (unter dem Pseudonym G.-W.) der ursprünglichen Ausgabe der Tübinger Gôgen-Witze (in einer Feldausgabe im Ersten Weltkrieg unter dem Pseudonym Romeo).

## Kinder
- Hermann (* 2. März 1899 in Calw), Lehrer in Tübingen, Ludwigsburg und Künzelsau sowie Dozent in Esslingen
- Elisabeth (* 24. Juli 1902 in Reutlingen, ⚭ 1927 in Tübingen den Botaniker Hans Gradmann)

## Veröffentlichungen
- Beiträge zur Gauss’schen Flächentheorie, Tübingen :Laupp 1890 (Dissertation Universität Tübingen 1890)
- mit Hermann Stahl: Die Grundformen der allgemeinen Flächentheorie, Leipzig : Teubner 1893
- Einleitung in die Theorie der Transformationsgruppen, Tübingen : Laupp 1902
- mit Karl Kommerell: Allgemeine Theorie der Raumkurven und Flächen [ab der 4. Auflage als: Theorie der Raumkurven und krummen Flächen]:
  - Bd. 1: Leipzig : Göschen: 1. Auflage 1903 (= Sammlung Schubert, 29), 2. Auflage 1909, 3. Auflage 1921; Berlin : de Gruyter: 4. Auflage, 1931 (= Göschens Lehrbücherei, 1, 20)
  - Bd. 2: Leipzig : Göschen: 1. Auflage 1903 (= Sammlung Schubert, 44), 2. erweiterte Auflage 1911, 3. Auflage 1921; Berlin : de Gruyter: 4. Auflage, 1931 (= Göschens Lehrbücherei, 1, 21)
- Analytische Geometrie der Ebene und des Raumes. In: Vorlesungen über Geschichte der Mathematik, hrsg. von Moritz Cantor, Bd. 4: Von 1759 bis 1799, Leipzig : Teubner 1908, S. 451–576
- mit Karl Kommerell: Spezielle Flächen und Theorie der Strahlensysteme, Leipzig : Göschen 1911 (= Sammlung Schubert, 62)
- mit Karl Kommerell: Analytische Geometrie:
  - Bd. 1: Tübingen : Laupp: 2. Auflage 1913, 3. verbesserte Auflage 1917, 4. Auflage 1921, 6. Auflage 1929; Stuttgart : Bonz: 5. Auflage 1926
  - Bd. 2: Tübingen : Laupp: 1912, 2. Auflage 1917; Stuttgart : Bonz: 3. Auflage 1927
  - Bd. 3 Lösungen zu den Übungsaufgaben: Tübingen : Laupp: 1919
- Raumgeometrie (Stereometrie und darstellende Geometrie). Mit Benützung von Kommerell-Haucks Lehrbuchs der Stereometrie für den Schulgebrauch:
  - Bd. 1: Tübingen : Laupp: 2. Auflage 1914, 3. Auflage 1918, 4. verbesserte Auflage 1922; Stuttgart : Bonz: 5. Auflage 1926, 6. umgearbeitete Auflage 1929
  - Bd. 2: Tübingen : Laupp: 1. Auflage 1919, 2. Auflage 1922; Stuttgart : Bonz: 6. umgearbeitete Auflage 1929
- mit Karl Kommerell: Analytische Geometrie für den Schulgebrauch, Tübingen : Laupp 1921
- Johann Gottlieb Friedrich Bohnenberger. Professor der Mathematik und Astronomie. In: Schwäbische Lebensbilder, hrsg. von Hermann Haering und Otto Hohenstatt, Bd. 1, Stuttgart : Kohlhammer 1940, S. 38–53